# Burgstall Plankenstein (Plankenfels)

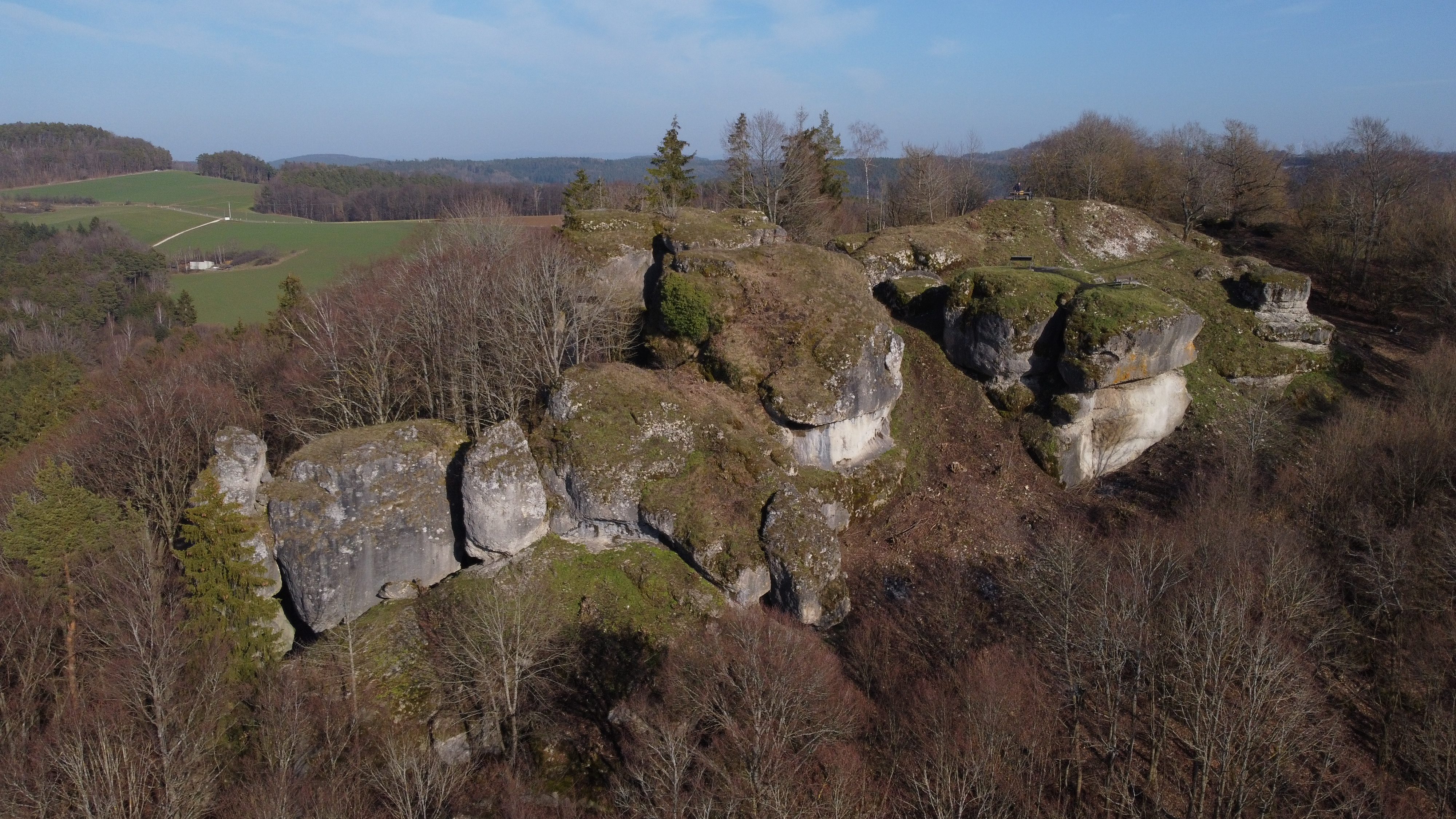
Der Burgstall Plankenstein im Luftbild.

Der Burgstall Plankenstein ist der Überrest der abgegangenen mittelalterlichen Burg Plankenstein. Er liegt über dem Gemeindeteil Plankenstein an höchster Stelle auf dem gleichnamigen Plankenstein in der oberfränkischen Gemeinde Plankenfels in Bayern, Deutschland. Von der Burg, die während des 13. Jahrhunderts errichtet wurde und bis ins 15. Jahrhundert bestand, sind nur sehr wenige Reste der Bausubstanz erhalten. Sie war ursprünglich der Stammsitz eines edelfreien Geschlechtes und kam später an das Hochstift Bamberg. Vom frei zugänglichen Burgstall bietet sich eine eindrucksvolle Aussicht in die Fränkische Schweiz.

## Geographische Lage

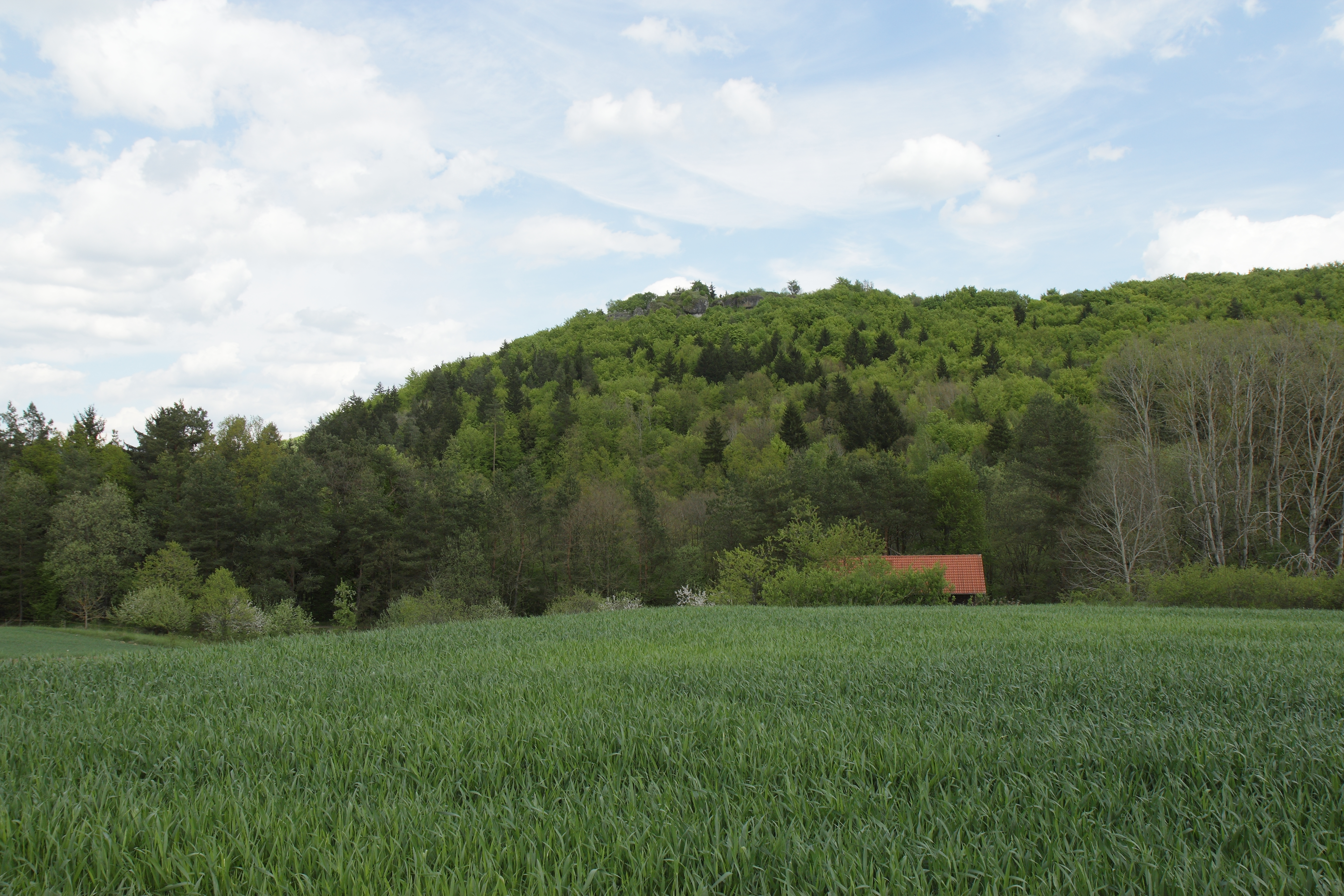
Bild 2: Ansicht des Plankensteines aus westlicher Richtung (April 2012)

Die Burgstelle der Spornburg liegt im nordwestlichen Bereich des Mittelgebirges Frankenjura, auf dem mit 481 m ü. NN höchsten Punkt des Plankensteines, einer spitz zulaufenden Bergkuppe mit einem nach Nordwesten gerichteten Felssporn zwischen zwei Tälern. Die Westseite des Berges fällt etwa 110 Höhenmeter sehr steil in das angrenzende Tal der Lochau ab (Bild 2). Auch die Südostseite weist sehr starkes Gefälle zum Truppachtal auf, dort liegt die Ortschaft Altneuwirthshaus und im Osten Plankenstein. Nur im Nordosten ist der Berg leichter zugänglich, dort schließen sich über einen kleinen Bergsattel weitere Erhebungen an, die in eine kleine und schmale Hochfläche zwischen den beiden Tälern übergehen.
Der Burgstall der ehemaligen Burg Plankenstein befindet sich rund 950 Meter nordöstlich der Ortskirche St. Heinrich in Plankenfels oder etwa 350 Meter westlich der Ortsmitte von Plankenstein.
In der Nähe befinden sich weitere ehemalige mittelalterliche Burgen: Etwa 1250 Meter südwestlich steht das heutige Schloss Plankenfels, das als Burg, vermutlich vom gleichen Geschlecht, errichtet wurde. Weiter südlich im Tal der Wiesent lag über Nankendorf eine weitere unbekannte Burgstelle, etwas weiter befindet sich die Burgruine Waischenfeld. Im südöstlich gelegenen Löhlitz liegt ein Turmhügel der ehemaligen Burg Löhlitz, östlich davon befindet sich in der Waldabteilung Bei der Hollomanskapelle ein weiterer Burgstall. Noch etwas weiter im Osten folgt der Burgstall Burgstuhl. Nordöstlich im Tal der Truppach liegen die früheren Adelssitze von Mengersdorf sowie die Burg Truppach. 1350 Meter nordwestlich stand im gleichnamigen Dorf die Burg Wadendorf.

## Geschichte

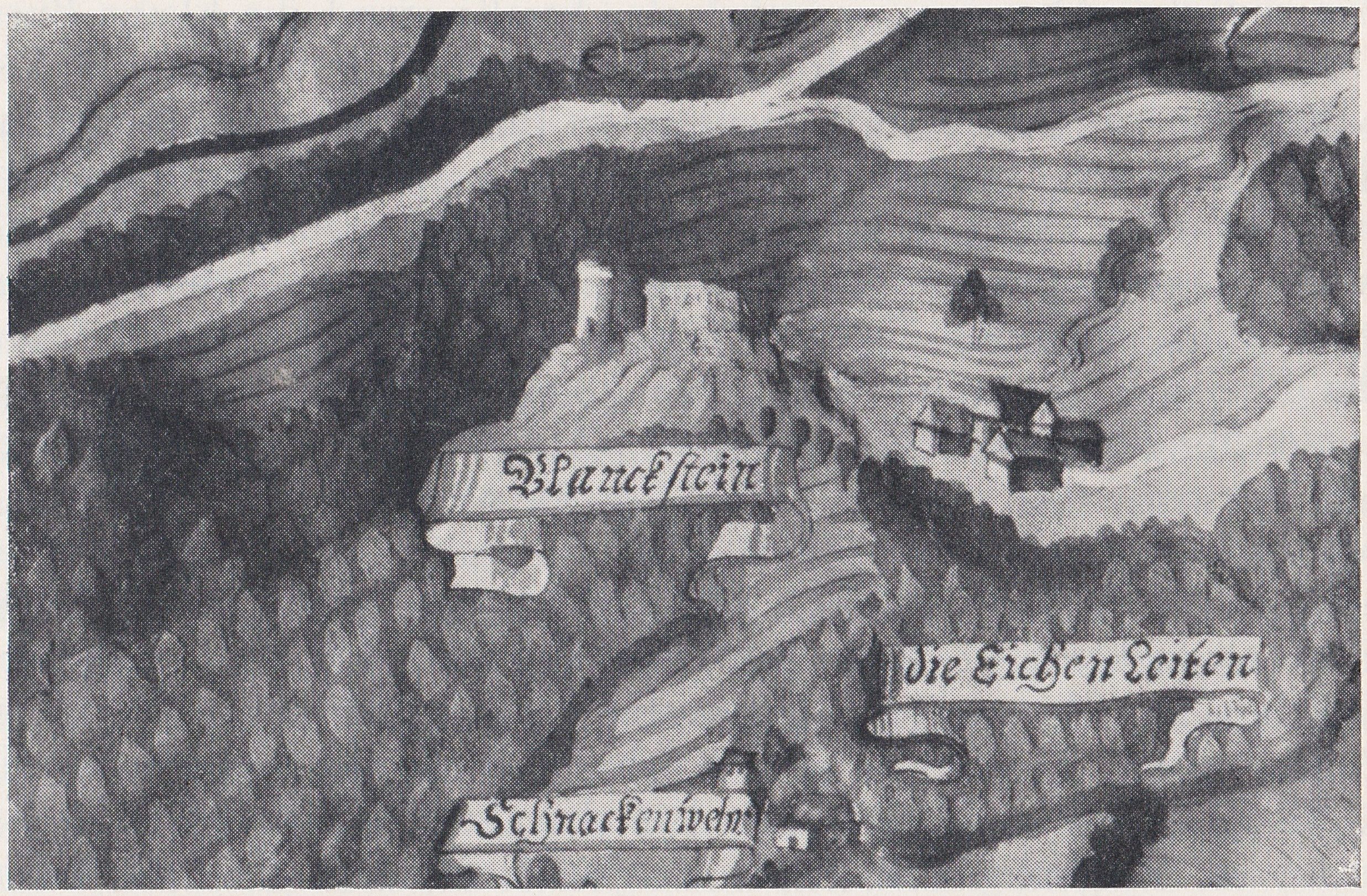
Bild 3: Die Ruine Plankenstein auf einer Karte aus dem Jahr 1607 von Peter Sengelaub

Der genaue Zeitpunkt der Erbauung der Burg ist nicht bekannt, ein erster Hinweis stammt aus dem Jahr 1217, damals nannte sich ein „Cuonradus liber de Blanchenstein“ nach der Burg. Wie daraus hervorgeht, war das Geschlecht der Plankensteiner edelfrei, die Burg war ihr Stammsitz. Konrad war damals einer der Zeugen einer Bestätigungsurkunde des Bamberger Bischofes Eckbert von Andechs-Meranien für das Kloster Langheim. In dieser Zeugenreihe, die sich nach dem Stand der Unterzeichner richtete, stand er noch vor einem Walpoten. Nach Hellmut Kunstmann stammte Konrad von Plankenstein von den edelfreien Herren von Aufseß ab, da die Burgen Plankenstein und Plankenfels zwischen der Gerichtsherrschaft der Aufseßer und den Aufseßschen Besitzungen Truppach und Mengersdorf lag, deren beide Geschlechter wohl ebenfalls von den von Aufseß abstammten. Außerdem ist bei den Herren von Aufseß der Name Konrad während des 13. Jahrhunderts nachweisbar.
Durch die unmittelbare Nähe zur Burg Plankenfels und deren gemeinsamen Bestimmungswort, sowie dem ebenfalls gemeinsamen Namen Konrad kann man davon ausgehen, dass dieses Geschlecht identisch war mit der erstmals 1255 genannten Familie der Herren von Plankenfels. Beide Burgen bildeten wohl einen zusammenhängenden Besitzkomplex dieses Adelsgeschlechtes.
Später ging Burg Plankenstein in den Besitz der Bamberger Bischöfe, bzw. des Hochstiftes Bamberg über, allerdings ist nicht bekannt, wann genau und auf welchen Wege dies geschah. Das Hochstift verpfändete die Burg nachweislich erstmals 1260. Die Burg, die am Schnittpunkt mehrerer Altstraßen, wovon eine auch Geleitstraße war, sowie an der Fraischgrenze zum Markgräflichen Amt Bayreuth war für das Bistum anscheinend sehr wichtig, denn es setzte während des 14. Jahrhunderts nicht weniger als 11 Burghüter auf der Burg ein. Ab dem 6. Juni 1305 saß anschließend „Gotfridus de Stechendorf“ auf der Burg. Nach dem bischöflichen Urbar aus dem Jahr 1348 war Burg Plankenstein zudem Sitz eines Amtes, das aber über kein geschlossenes Territorium verfügte. So gab es keine Begüterung im Umfeld der Burg, sondern nur weit verteilten Streubesitz in Königsfeld, Moschendorf, Oberailsfeld und Köttweinsdorf. Möglicherweise handelte es sich um Teile eines früheren größeren Besitzkomplex.
Weitere Verpfändungen fanden am 14. Juli 1352 und am 17. November 1388 statt, damals wurde die Burg zuerst von Bischof Friedrich I. von Hohenlohe dem Grafen Hermann von Beichlingen, der mit der Tochter des 1347 bei der Belagerung seiner Burg Neideck gefallenen Konrad II. von Schlüsselberg verheiratet war, gegeben, 1388 wurde sie an den Ritter Friedrich von Aufseß und seine Erben verpfändet. Dazu bekam Friedrich 200 Gulden für die Ausübung der Burghut auf der Veste. Mit der jeweiligen Verpfändung der Burg mussten die Pfandnehmer dem Bischof das Öffnungsrecht einräumen sowie mit der Burg „gewarten“, also mit seiner Besatzung im Kriegsfall auf Seiten des Bistums kämpfen. Daneben sollten sie „dieselben Vesten auch getreulich behut schicken, uf ihrnselbs Costen, mit Durnleuten, Wachtern und Thorwartern“.
Beschädigungen oder die komplette Zerstörung erlitt Burg Plankenstein während des Städtekrieges zwischen 1387 und 1389, bei dem der Schwäbische Städtebund und die bayerischen Herzöge im fränkischen Umland gegeneinander kämpften, denn in einem Vertrag „des Bauens wegen“ zwischen Bischof Albrecht von Wertheim und Friedrich von Aufseß bekam Friedrich die Erlaubnis, Bauholz für eine Kemenate und eine Hofstatt aus den bischöflichen Wäldern zu entnehmen. Diese Kemenate lag auf einem Felsen in der Burg „als man hineingeht zu der linken Hand gegen den Thurm über“ und war Burggut, das Hilpolt von Streitberg gekauft hatte. Die Burg wurde anschließend also wieder errichtet.
Im bischöflichen Urbar der Ämter Waischenfeld, Hollfeld, Pottenstein, Gößweinstein, Plankenstein, Wartberg und Tüchersfeld aus dem Jahr 1584 heißt es zum Plankenstein: „Daselbst hat mein Herr ein Schloss, derzeit unbebauet, mag sein Gnad wieder bauen, wann Ihm das gefällt.“ Die Burg wurde also erneut zerstört das beweist auch eine Karte des Jagdbezirkes Truppach/Mengersdorf aus dem Jahr 1607, in der die Burg als Ruine abgebildet ist (Bild 3). Bei welchem kriegerischen Ereignis sie damals vernichtet wurde, ist unklar. Aus dem Zweiten Markgrafenkrieg von 1552 bis 1554 sind keine Schäden an der Burg erwähnt, ebenso aus dem Bauernkrieg zwischen 1524 und 1525. Einen Hinweis gibt eine Belehnung an Heinrich von Aufseß aus dem Jahr 1470: Er erhielt damals ein Drittel „an einer wüsten Kemenate zum Plankenstein oben am Ort zu der linken Seiten hineinwartten gelegen mitsamt der Hofstatt daselbt, Selden, Feld, und was dazu gehört, das Burggut ist“. Diese Kemenate wird auch zwischen 1460 und 1502 in den Lehensbüchern nicht mehr erwähnt, und auch eine zweite Aufseßsche Kemenate wurde 1503 als wüst bezeichnet. Der endgültige Untergang der Burg fand während des Fürstenkriegs zwischen 1459 und 1463 statt, in dem die Fürstentümer Ludwig dem Reichen als Herzog von Bayern-Landshut aus dem Hause der Wittelsbach gegenüberstanden, .
Dennoch wurde die Ruine weiter vergeben, im Jahr 1801 wurde Friedrich Wilhelm von Aufseß mit „dem Schlosse Plankenstein, von dessen alten weitläufigen Gebäuden dermal nur noch die Ruinen zu sehen ist, und worin dem Angeben nach eine Hofstatt mit der alten Mauer ist“ belehnt. In einer Inventur vom 1. Juni 1804, die sich im Schlossarchiv Aufseß befindet, heißt es, dass das Schloss nur noch eine Trümmerstätte sei. Kurz darauf, noch während der ersten Hälfte des 19. Jahrhunderts, wollten die Herren von Egloffstein auf den Mauerresten ein Jagdhaus errichten, wie sie es auch auf der Burg Wolkenstein taten. Dieses Vorhaben wurde allerdings nie verwirklicht. In einer Fassion des Jahres 1808 ist zwar von einem Schlossgebäude Haus Nummer 7 mit einer Scheune und Stallungen sowie einem Jägerhaus die Rede, doch wird sich dieses im Ort Plankenstein befunden haben, denn ein Urkatasterplan von 1850 zeigt an der Stelle der Burg nur Mauerreste aber keine Gebäude mehr.
Nach dem Jahr 1880 wurde der größte Teil der Mauerreste abgetragen, so dass heute nur noch ein kleiner Rest von Mauerwerk auf einem Felsklotz sichtbar ist. Die Mauersteine wurden wohl als Baumaterial für Gebäude in den Umliegenden Ortschaften verwendet.
Heute ist die Ruine als Baudenkmal D-4-72-176-4 „Burgruine Plankenstein, im Kern 13. Jahrhundert“, sowie als Bodendenkmal D-4-6134-0001 „Mittelalterlicher Burgstall "Plankenstein"“ vom Bayerischen Landesamt für Denkmalpflege erfasst.

## Beschreibung
Durch die häufigen Verpfändungen und die Erwähnungen der Burggüter sind einige Gebäude der früheren Burg bekannt. Sie hatte drei Kemenaten, zwei Türme einen Küchenbau und ein Burgtor mit einem kleinen Türmlein. Auf der Karte von 1607 (Bild 3) ist eine Kemenate zu erkennen, von der der Nürnberger Burgenforscher Hellmut Kunstmann annimmt, dass sie die 1470 genannte und 1594 nochmals „als hinten gegen die Luchsenbrücken gelegen“ bezeichnete ist. Daneben ist auch ein runder, frei stehender Turm auf einem isolierten Fels zu sehen.
Auf dem größtenteils baumfreien Gelände der Burgstelle sind kaum Spuren früherer Gebäude erkennbar. Sicherlich bezeichnet der große Schutthügel an der Spitze des Felsspornes (Bild 4 und 6) die Stelle eines Gebäudes der Burg, möglicherweise einer der Kemenaten oder die des Turmes. Am Nordrand befindet sich ein Felsklotz, auf dem sich noch etwas Mauerwerk befindet (Bild 5), weiter westlich wurde ein natürlicher Felsspalt (Bild 8 und 9) verbreitert und als Tor benutzt.
Die Dolomitfelsengruppe ist vom Bayerischen Landesamt für Umwelt als Geotop (472R043) und Naturdenkmal ausgewiesen.

Bild 4: Ansicht des vorderen Burgteiles mit dem Hügel, dem Standort eines Gebäudes. Am linken Bildrand ist die Burg Wadendorf zu erkennen. (April 2012)
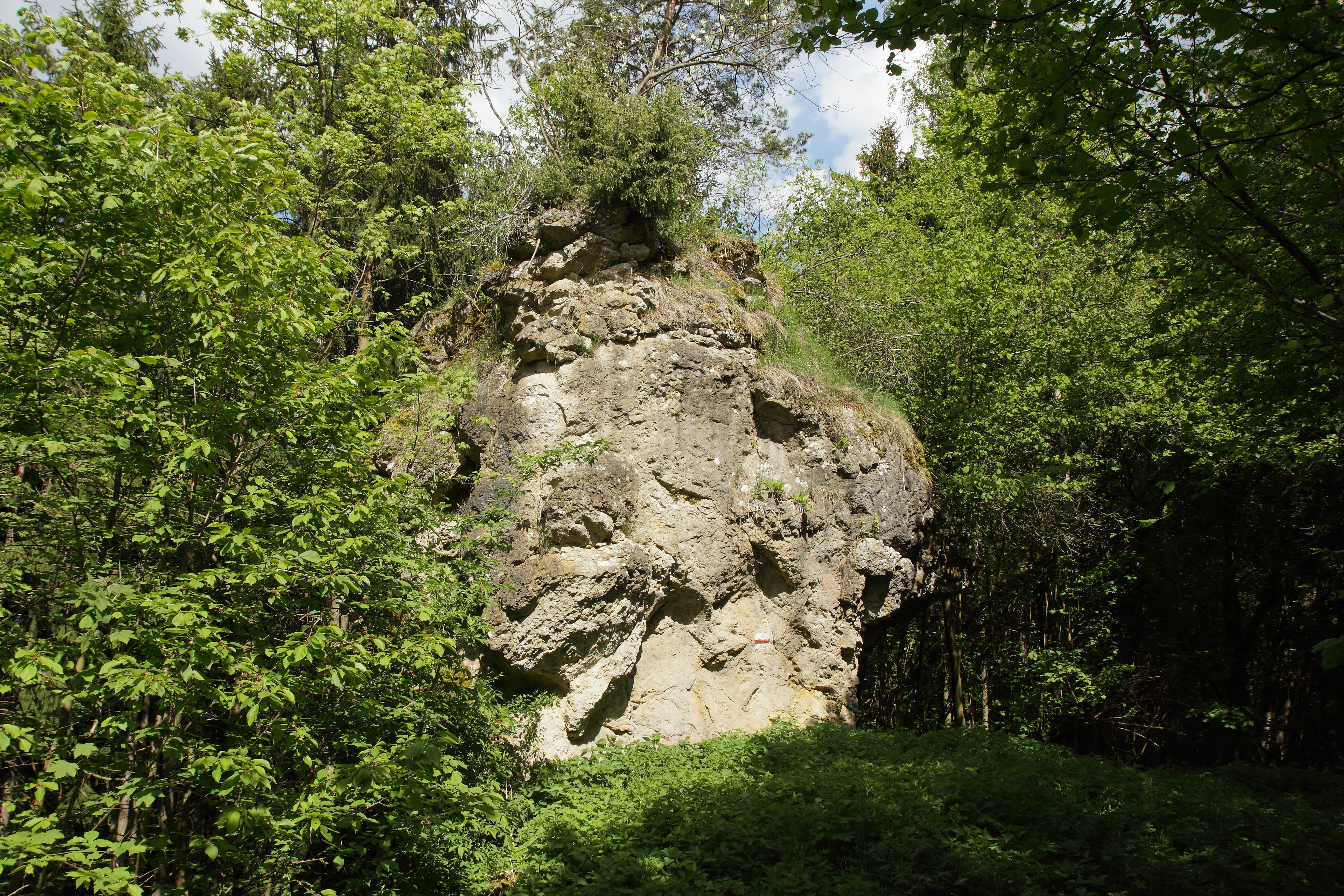
Bild 5: Felsklotz mit möglichem Mauerrest (April 2012)
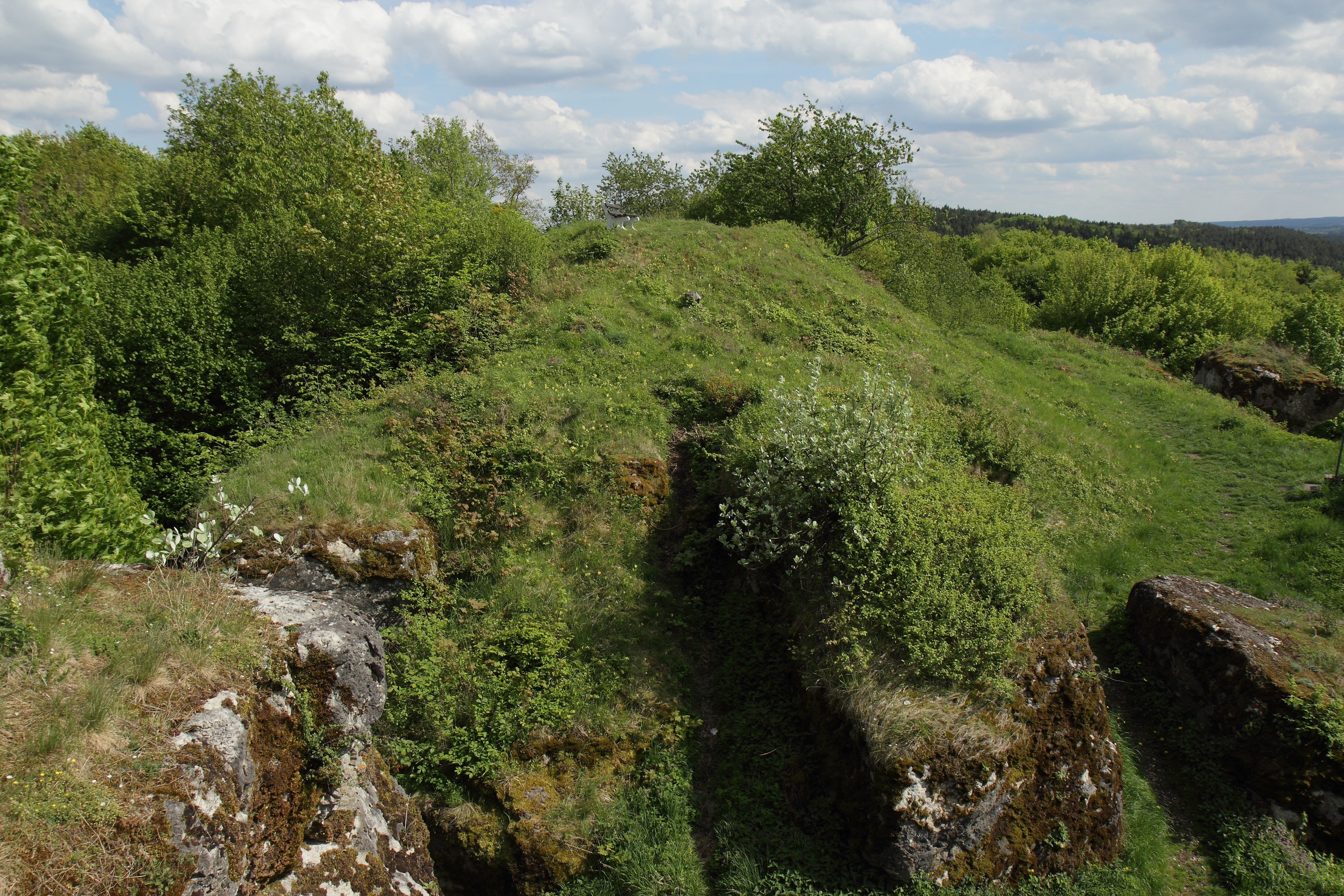
Bild 6: Schutthaufen, früherer Standort eines Gebäudes an der Burgspitze (April 2012)
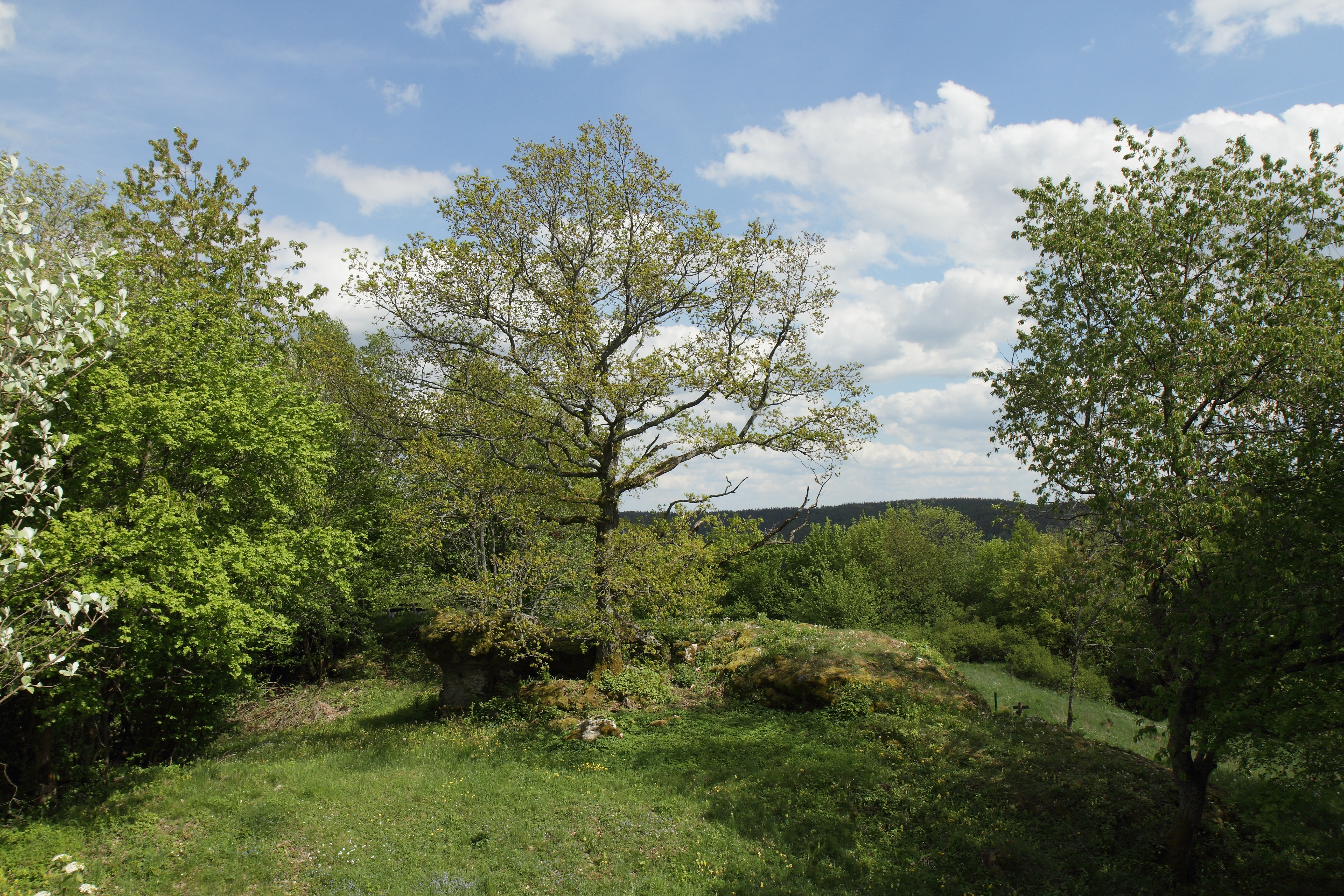
Bild 7: Vermutlicher Standort eines weiteren Gebäudes (April 2012)
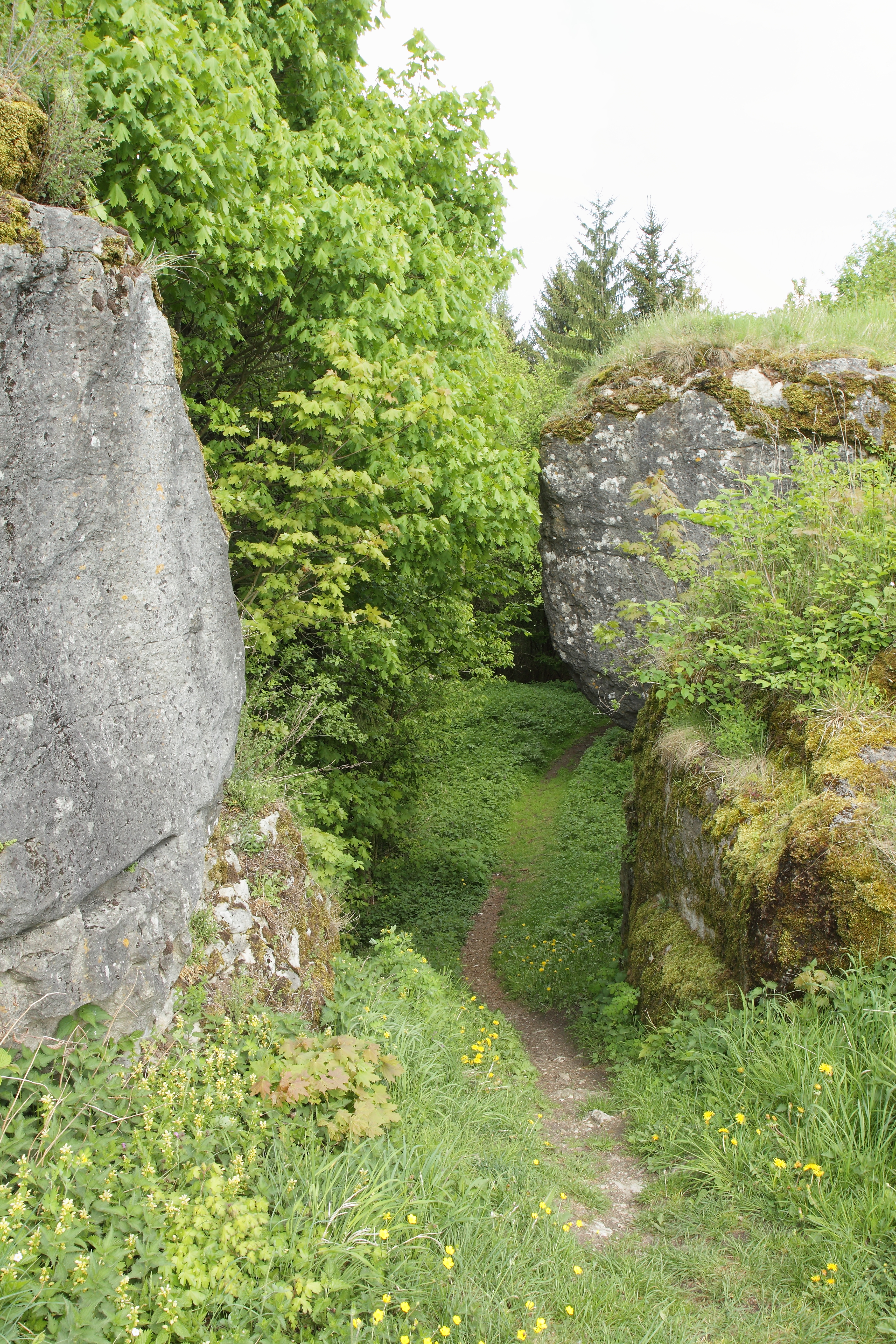
Bild 8: Natürliches Felsentor, mit Spuren von künstlicher Bearbeitung (April 2012)
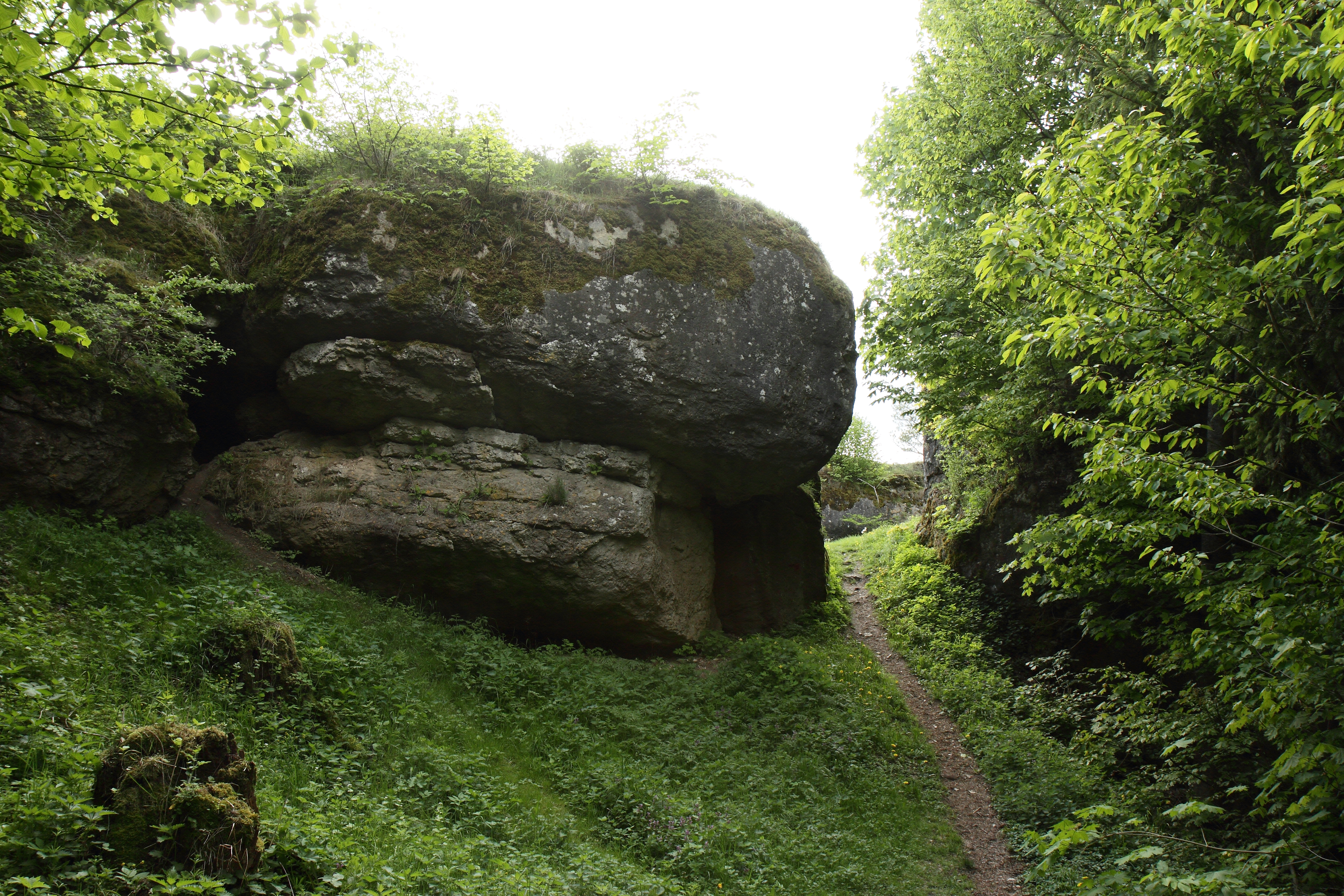
Bild 9: Natürliches Felsentor, Gegenblick (April 2012)
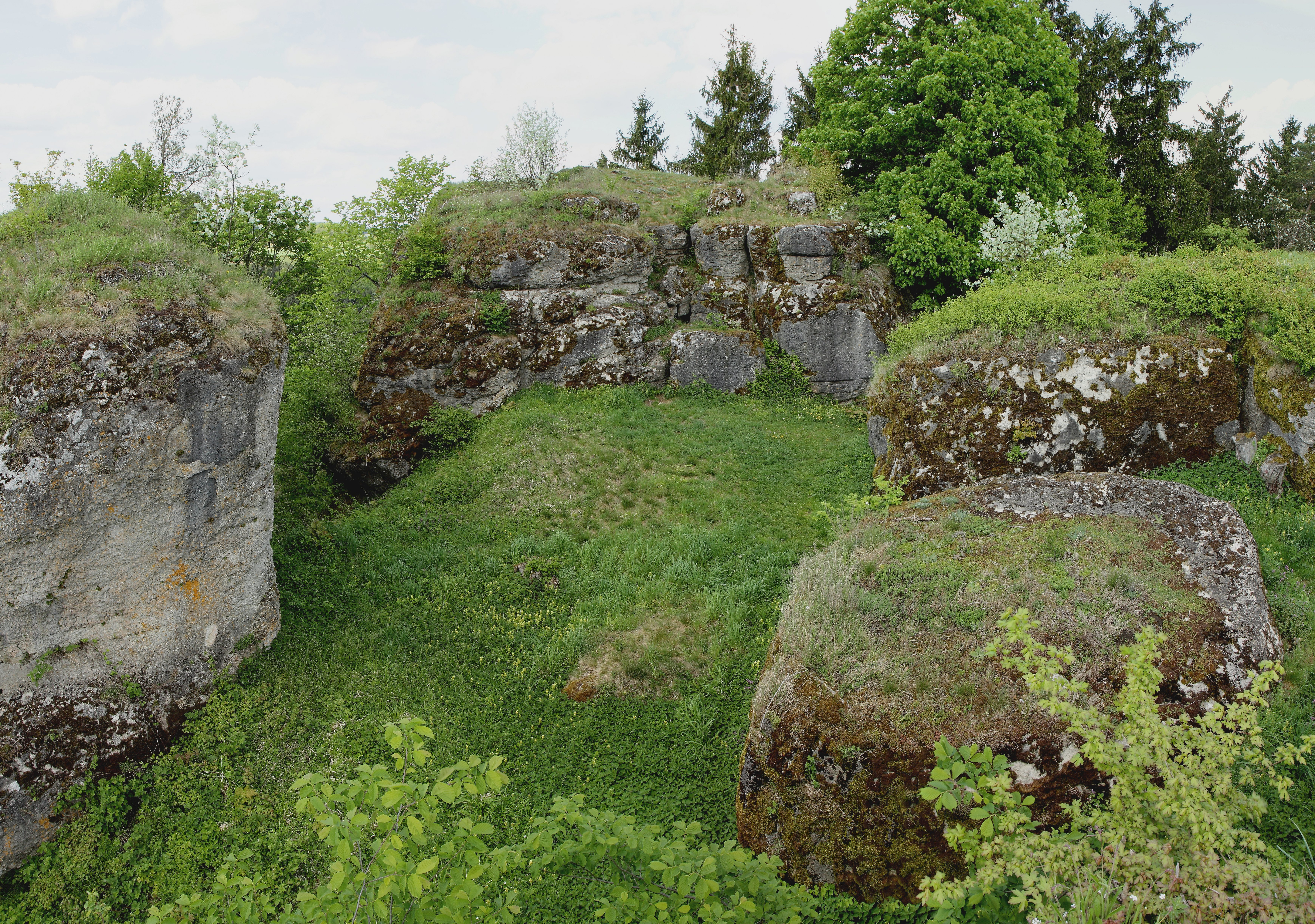
Bild 10: Felsformation im vorderen Burgbereich (April 2012)